# Cassiope argyrotricha
Cassiope argyrotricha är en ljungväxtart som beskrevs av T.Z. Hsu. Cassiope argyrotricha ingår i släktet kantljungssläktet, och familjen ljungväxter. Inga underarter finns listade i Catalogue of Life.